# اچ‌ام‌اس نیمف
اچ‌ام‌اس نیمف (به انگلیسی: HMS Nymph) یک کشتی بود که طول آن ۹۶ فوت ۷ اینچ (۲۹٫۴ متر) بود. این کشتی در سال ۱۷۷۸ ساخته شد.